# K2-236b
K2-236b ou EPIC 211945201b é um exoplaneta que orbita a estrela EPIC 211945201 que foi descoberto por uma equipe de astrônomos da Índia, liderados por Abhijit Chakraborty do Laboratório de Pesquisa Física de Ahmedabad. A duração do ano do exoplaneta dura 19, 5 dias. Após observações no Observatório Gurushikhar, situado no Monte Abu, foi catalogado como um sub-Saturno tendo tamanho 27 vezes a Terra e um raio de 6 vezes. Sua temperatura é de 600 °C.